# Djurmo klack-Oxberget
Djurmo klack-Oxberget este o arie protejată (arie specială de conservare — SAC, sit de importanță comunitară — SCI) din Suedia întinsă pe o suprafață de 97,5 ha, integral pe uscat.

## Localizare
Centrul sitului Djurmo klack-Oxberget este situat la coordonatele 60°33′38″N 15°11′18″E / 60.5605°N 15.1883°E.

## Înființare
Situl Djurmo klack-Oxberget a fost declarat sit de importanță comunitară în iunie 1996 pentru a proteja 1 specie de animale. Situl a fost protejat și ca arie specială de conservare în martie 2011.

## Biodiversitate
Situată în ecoregiunea boreală, aria protejată conține 5 habitate naturale: Mlaștini împădurite, Mlaștini turboase de tranziție și turbării mișcătoare, Taiga vestică, Lacuri și iazuri distrofice naturale, Pante stâncoase silicioase cu vegetație casmofită.
La baza desemnării sitului se află o specie protejată de  mamifere: râs eurasiatic (Lynx lynx).